# 비경역

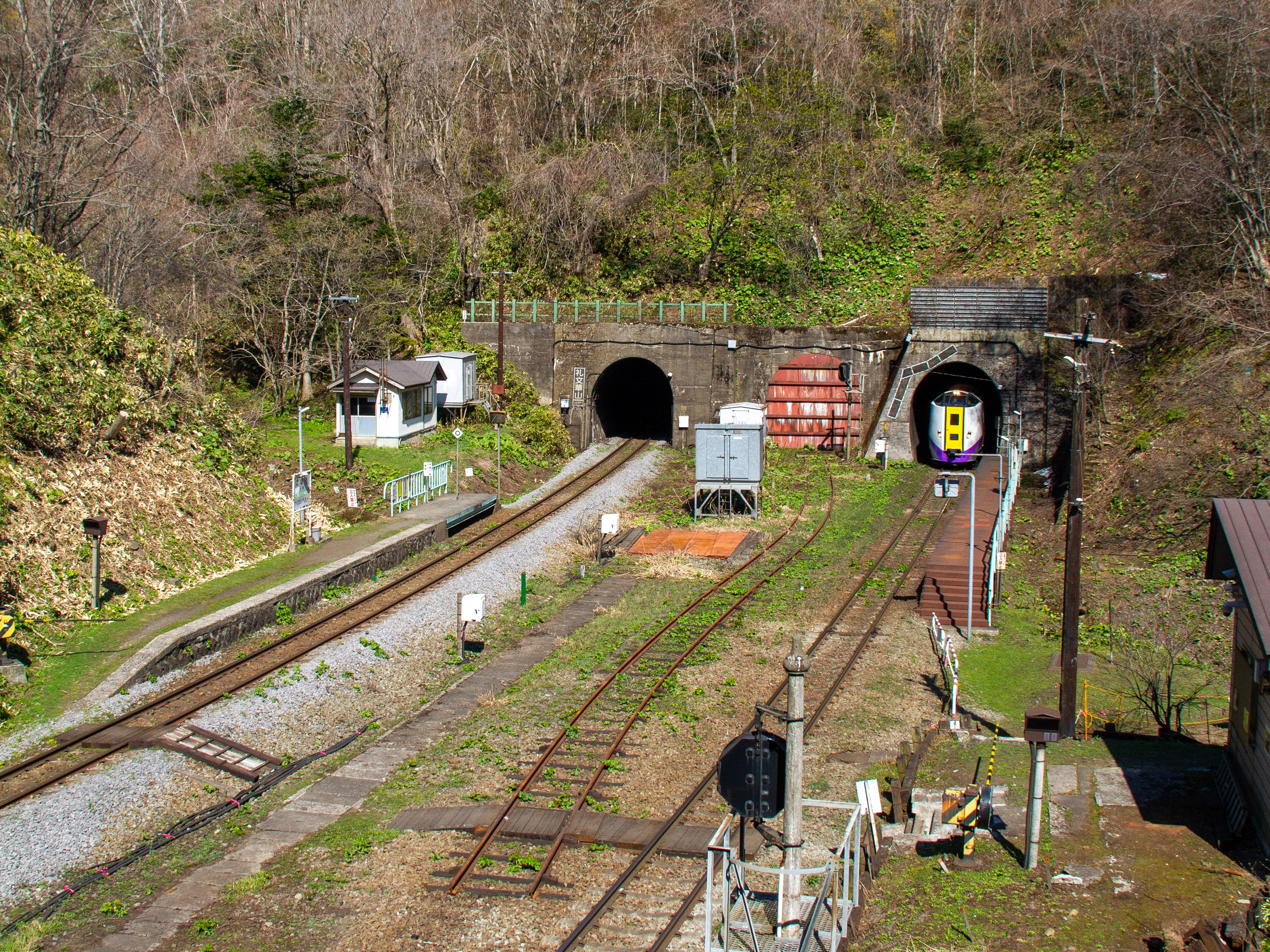
홋카이도 아부타군 도요우라정에 소재한 고보로역은 터널과 터널 사이에 있어 정차 열차는 적고, 주택과 인접한 도로도 없는 전형적인 비경역이다.

비경역(秘境駅 히쿄에키[*])은 일본에서 철도역 중 산, 들판과 같은 한적한 장소에 있어 열차가 정차하는 개수가 적고, 자동차나 도보 등 다른 교통으로도 접근하기 어려운 역을 의미한다.